# Onthophagus mariozuninoi
Onthophagus mariozuninoi là một loài bọ cánh cứng trong họ Bọ hung (Scarabaeidae).